# Regan Reece
Regan Reese (née le 23 octobre 1984) est le nom de scène d'une actrice pornographique américaine aujourd'hui à la retraite.

## Récompenses
- Finale 2008 des F.A.M.E. Awards dans la catégorie Favorite Rookie Starlet[1]
- Nommée en 2009 aux AVN Awards dans la catégorie Best Threeway Sex Scene pour le film Sweat 3[2]
- Nommée en 2010 aux AVN Awards dans la catégorie Web Starlet of the Year[3]
- Nommée en 2010 aux AVN Awards dans la catégorie Unsung Starlet of the Year[3]